# Secretaría Técnica y de Cooperación Internacional
La Secretaría Técnica y de Cooperación Internacional, conocida como SETCO, es una secretaría técnica y de Cooperación internacional. Es una de las secretarias, a nivel de ministerio, del Gobierno central de Honduras. Se encarga de coordinar la colaboración con gobiernos y agencias internacionales a través de programas, proyectos,  becas y cooperación técnica y financiera no – reembolsable, que Honduras recibe de múltiples fuentes de cooperantes.

### Enlaces
- Programa de becas de la Cooperación Española
- Programa de becas de la Fundación Carolina